# 王買徳
王 買徳（おう ばいとく）は、五胡十六国時代の夏の部将。
初代皇帝の赫連勃勃にたびたび献策し、長安攻略では王買徳の作戦が勃勃を勝利に導いたと言われる。生没年などの詳細は不明であるが、『晋書』の「赫連勃勃載記」などに登場し、『十六国春秋』には伝が立てられている。

## 生涯
王買徳は初め、後秦の姚興の鎮北参軍であったが、龍昇5年（411年）に赫連勃勃が弐城において勝利すると、王買徳は衆を率いて勃勃へ奔走した。勃勃が事業の方針に関して王買徳に問うと、王買徳は後秦は衰えたとはいえ藩国は堅固であるから力を蓄えて時期を待つほうがいいと答えた。勃勃は喜んで、王買徳を軍師中郎将とした。
龍昇6年（412年）、勃勃が西秦の乞伏乾帰が死んだばかりで乞伏熾磐が喪に服している時期に、衆を率いて討とうとすると、王買徳は人の喪に付け入るのは万乗の君のすることではないとして諌めた。勃勃はこの言葉に喜んで攻撃を止めた。
鳳翔元年（417年）、東晋の劉裕が後秦の姚泓を滅ぼして長安に拠り、子の劉義真を留めて自分は東晋の都に帰った。勃勃はこれに乗じて長安を狙うにあたって、王買徳に意見を求めた。王買徳は劉裕の行動が遠略のあるものではないとし、今討てば民衆は勃勃の義旗を喜ぶだろうと言った。さらに、遊軍で退路を断ち、潼関を塞いで水陸の道を絶ち、檄文を長安に出して恩沢を施せば、三輔の父老は出迎え、逃げ道を塞がれた劉義真は無血で降伏するだろうと助言した。勃勃は喜んで王買徳を撫軍右長史にして、南の青泥を断たせて、自ら衆を率いて長安を攻めた。劉義真は敗走した。王買徳は寧朔将軍の傅弘之や司馬の毛脩之らを捕えた。勃勃が長安に入ると、将士を召集して大宴を開いた。勃勃は長安攻略における王買徳の計画の功績を讃え、都官尚書・冠軍将軍・河陽侯とした。